# Enrique Congrains Martín
Enrique Congrains Martín (Lima, 4 luglio 1932 – Cochabamba, 6 luglio 2009) è stato uno scrittore peruviano, appartenente alla Generazione del '50. Il suo romanzo più importante, No una, sino muchas muertes, inaugurò il realismo urbano in Perù.

## Opere
- Lima, hora cero (racconti, 1954)
- Kikuyo (racconti, 1955)
- Domingo en jaula de esteras (racconto nell'antologia Cuentos peruanos. Antología completa y actualizada del cuento en el Perú. Buenos Aires: Embajada Cultural Peruana, 1957)
- No una, sino muchas muertes (romanzo, 1957)
- El narrador de historias (romanzo, 2008)
- 999 palabras para el planeta Tierra (romanzo, 2009)